# Црни руски теријер
Црни руски теријер (руски: Русский чёрный терьер), такође познат и као чорни теријер (чорни на руском значи црни) је раса пса која је настала у Русији током касних 1940-их и раних 1950-их. Црни руски теријер је велика, интелигентна, и снажна пасмина. Створена је од стране руске војске са циљем да чува и штити територију у крајевима са екстремним временским условима. Познати су по својој храбрости и самопоуздању. Данас се још увек користе као чувари, но примарно као чувари породица.

## Основно
- Мужјак
  - Висина од 72 до 76 cm
  - Тежина од 50 до 60
- Женка
  - Висина од 68 до 72 cm
  - Тежина од 45 до 50

## Историја
Црни руски теријер је развијен у Москви након Другог светског рата. Развој је започео утемељењем узгајивачнице "Црвена звезда" која је била сакривена од јавности. Та узгајивачница је настала још 1930-тих година, од стране Совјетске владе. Ту је тим научника и узгајивача добио задатак да узгоје "супер пса" за руску војску. Због руске револуције и Другог светског рата већина чистокрвних паса је било убијено, те су ови узгајивачи требали почети од нуле.
Циљ им је био узгајање изузетног пса који има способност трчања на велике удаљености, који може уочити и ловити уљезе, али и има дебело крзно које ће га штитити и гријати у оштрим руским зимама. Започето је укрштање са разним пасминама као што су ердел теријер, велики шнауцер, ротвајлер, њуфаундлендски пас и многи други како би се обезбедиле управо наведене карактеристике. Занимљиво је да је за стварање црног руског теријера кориштено 17 пасмина.
Ови пси су обављали своје послове на границама, у затворима и војним постројењима. Када су се почели затварати гулази 1950-тих година војници су почели продавати псе узгајивачима и излагачима јер ти пси више нису требали обављати посао за који су узгајани. Пензионисани официри су неретко водили своје псе кући како би заједно живели цивилним животом, те су у другој половини 1950-тих година људи почели куповати ове псе и наденули им надимак "црни бисер Русије".
У Москви су на изложби 1955. године први пут приказани радни примери ове расе и први стандард расе је објављен 1958. године, који је касније усвојен од стране ФЦИ 1984. године.

## Карактеристике пса

### Нарав
Најизраженија особина код ове расе јесте њихова храброст, па тако они неће два пута размислити пре него што скоче у опасност како би одбранили свог власника или другог члана породице. Изузетно су отпорни и јаки, а свом господару одани и послушни. Одликују се високим степеном интелигенције и великом вољом која их чини увек спремним за рад. Црни руски теријер је веома добар са децом, воли да се игра са њима и истовремено је свестан колико су они мали и крхки па ће тако бити веома нежан и пажљив током играња са децом. Нису зли и никада неће први напасти, сем ако се осећају веома угрожено.
Црни руски теријер је грациозан и самоуверен пас који се лако контролише у свим ситуацијама. Веома је умиљат, дружељубив, поуздан и издржљив, не захтева пуно труда. Добро се прилагођава обуци и разним временским условима.

### Општи изглед
Црни руски теријер је велики пас са нешто дужим и врло атлетски грађеним телом чврстог типа и снажне конституције. Карактеристике ове расе су велике кости и снажни мишићи. Очи су умерене величине, овалног облика, тамне боје. Уши су спуштене, троугластог облика.
Крзно је дупло крзно са грубом спољашњом длаком преко мекшег слоја. Крзно је тврдо и густо, никада мекано, вунасто, свиленкасто или коврџаво. Требало би да буде ошишано на дужину од 5-15 cm. Требало би да се формирају брада и обрве на лицу, као и блага грива око гребена и врата која је чешћа код мужјака. Боја длаке је црна или црна са врло мало сиве.

## Нега и здравље
Црни руски теријер захтева минимум када је одржавање у питању. Њему су потребне менталне и физичке вежбе које би свакодневно требао да обавља. Ово је изузетно друштвен пас коме је неопходно да стално буде у контакту са људима јер само тада он може да заблиста у пуном сјају. Лиња се минимално па је довољно четкање само једном недељно. Потребно је скраћивати длаку на сваких шест до осам недеља.
Црни руски теријер је генерално здрав пас, али подложан је одређеним наследним болестима.
Главне бриге:
- Дисплазија кукова
- Дисплазија колена
- Хиперурикозуија[8]
- Ларингеална парализа и полинеуропатија[9]

Мање бриге:
- Хипертрофична остео дистрофија (ХОД) - развојна болест заснована на исхрани посебно код младих, тешких и паса који брзо расту;
- Паностеитис (пано или лутајућа хромост)- развојна болест заснована на исхрани посебно код младих, тешких и паса који брзо расту;
- Болести срца – најчешћи проблеми са срцем су стеноза аорте, дисплазија митралне валвуле, кардиомиопатија;
- Болести очију – најчешћи очни проблеми су ектропијум (извртање капка), ентропијум (увртање капка) и конјуктивитис;
- Алергије су честа појава код паса, и црни руски теријер није изузетак. Постоје три главна типа алергија: алергије на храну, алергије контакта и инхалаторне алергије;

Други проблеми:
- Врућа тачка
- Гљивичне инфекције – посебно ушију и подручју браде

Због тога је јако важно проверити сваког потенцијалног узгајивача као и простор где се пси гаје. Одлучан одгајивач ће урадити све здравствене провере простора у коме жели да одгаја пса пре него што се одлучи да одгаја пса. Здравствене провере простора где са одгајају пси вам не могу гарантовати да штене неће развити неки здравствени проблем касније, па је јако важно да „одрадите свој домаћи“ за било ког потенцијалног одгајивача.
Животни век ове расе је од 10 до 12 година.